# 扎拉夫尚
扎拉夫尚是乌兹别克斯坦纳沃伊州的一座城市。扎拉夫尚位於克孜勒库姆沙漠，境內有札拉夫尚機場，每天都有直飞塔什干的航班。